# Mischa Bakaleinikoff
Mikhail Romanovich "Mischa" Bakaleinikov (rusă Михаил Романович Бакалейников; n. 10 noiembrie 1890, Moscova, Imperiul Rus – d. 10 august 1960, Los Angeles, California, SUA) a fost un dirijor și compozitor de film. 

## Filmografie
A realizat coloana sonoră a numeroase filme, printre care:
- Ladies of Leisure (1930)
- Jane Eyre (1934)
- Behind the Green Lights (1935)
- Blondie (1938)
- Sergeant Mike (1944)
- The Girl of the Limberlost (1945)
- The Woman from Tangier (1948)
- The Strawberry Roan (1948)
- The Blazing Sun (1950)
- Gun Fury (1953)
- Flame of Calcutta (1953)
- The 49th Man (1953)
- Cell 2455, Death Row (1955)
- It Came from Beneath the Sea (1955)
- Earth vs. the Flying Saucers (1956)
- Hellcats of the Navy (1957)
- The Giant Claw (1957)
- 20 Million Miles to Earth (1957)
- The 27th Day (1957)
- Screaming Mimi (1958)
- Have Rocket, Will Travel (1959)

## Legături externe
- Mischa Bakaleinikoff la Internet Movie Database
- All Movie Profile
- List of Movies at Cinefania Arhivat în 30 decembrie 2018, la Wayback Machine.
- Mischa Bakaleinikoff la Find a Grave